# Importine

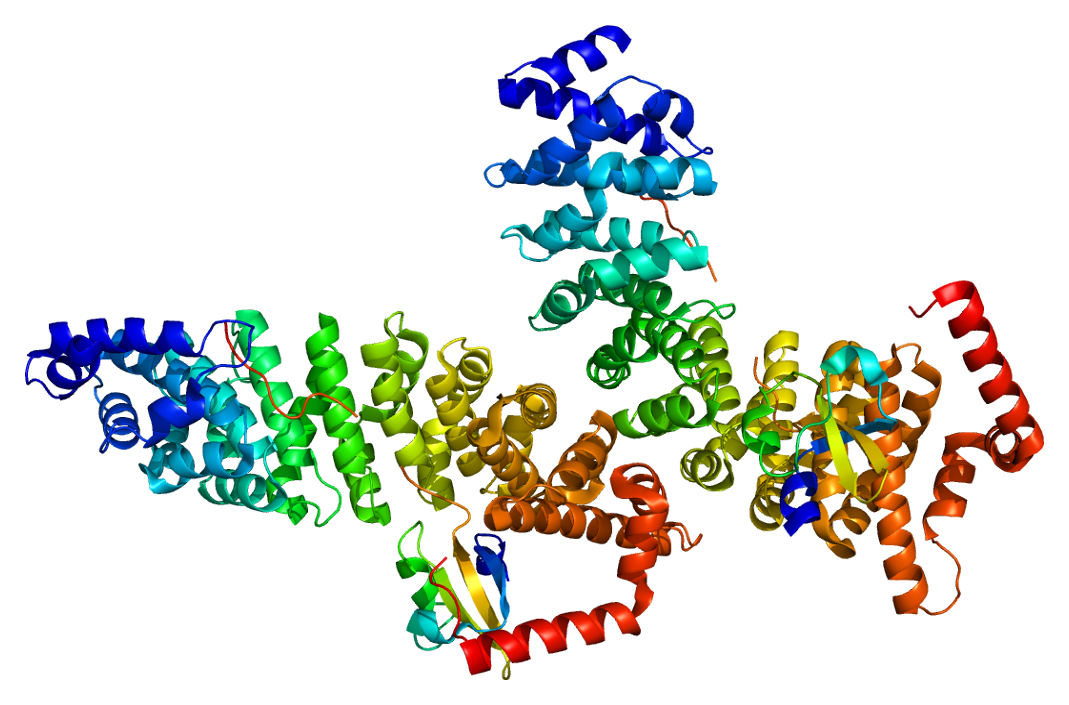
Importine-α 5

Importinen zijn eiwitcomplexen in eukaryoten die het transport van eiwitten van het cytoplasma van een cel naar de celkern mogelijk maken. Ze behoren tot de karyoferinen. Importinen herkennen en binden de kernlokaliseringssignalen (NLS) aan eiwitten en het zo gevormde complex bindt aan het kernporiecomplex (NPC), waarna het onder verbruik van energie de celkern wordt ingebracht.
Importinecomplexen bestaan uit een α- en een β-eenheid, waarvan er ten minste zeven respectievelijk vier celtype-specifieke isovormen van zijn. Enkele van deze specifieke isovormen kunnen zelfstandig functioneren en worden aan geduid als importine, dus zonder α of β.
Het importine-α herkent het kernlokaliseringssignaal en gaat er een verbinding mee aan. Het dimere complex maakt zich nu met behulp van importine-β vast aan de kernporie. Vervolgens wordt het kerneiwit de kern ingebracht. In de celkern dissocieert het complex.

## Mechanisme achter het importeren van proteïnen
Proteïnen (eiwitten) komen de kern binnen via de kernenvelop. De kernenvelop bestaat uit twee concentrische membranen, de buiten- en de binnenmembraan. De buiten- en de binnenmembraan zijn op veel plaatsen met elkaar verbonden via kanalen (kernporiën) tussen het cytoplasma en het kernplasma. De kanalen worden gebruikt door de kernporiecomplexen (NPCs): complexe multiproteïne structuren die meewerken aan het transport door de kernmembraan.
Een proteïne getransleerd met een NLS zal zich sterk binden aan importine, waarna het door de kernporie wordt getransporteerd. Op dit moment bindt Ran-GTP zich aan het importine-proteïne complex, waardoor het importine haar affiniteit met het proteïne verliest. Het proteïne komt vrij en het Ran-GTP/importine complex zal de kern uitgaan door de kernporie. Een GTPase-activating protein (GAP) in het cytoplasma hydrolyseert het Ran-GTP in GDP, waardoor er een verandering optreedt in Ran en het zijn affiniteit met importine verliest. Importine komt vrij en Ran-GDP gaat terug naar de kern waar een Guanine nucleotide exchange factor (GEF) het GDP terugverandert in GTP.

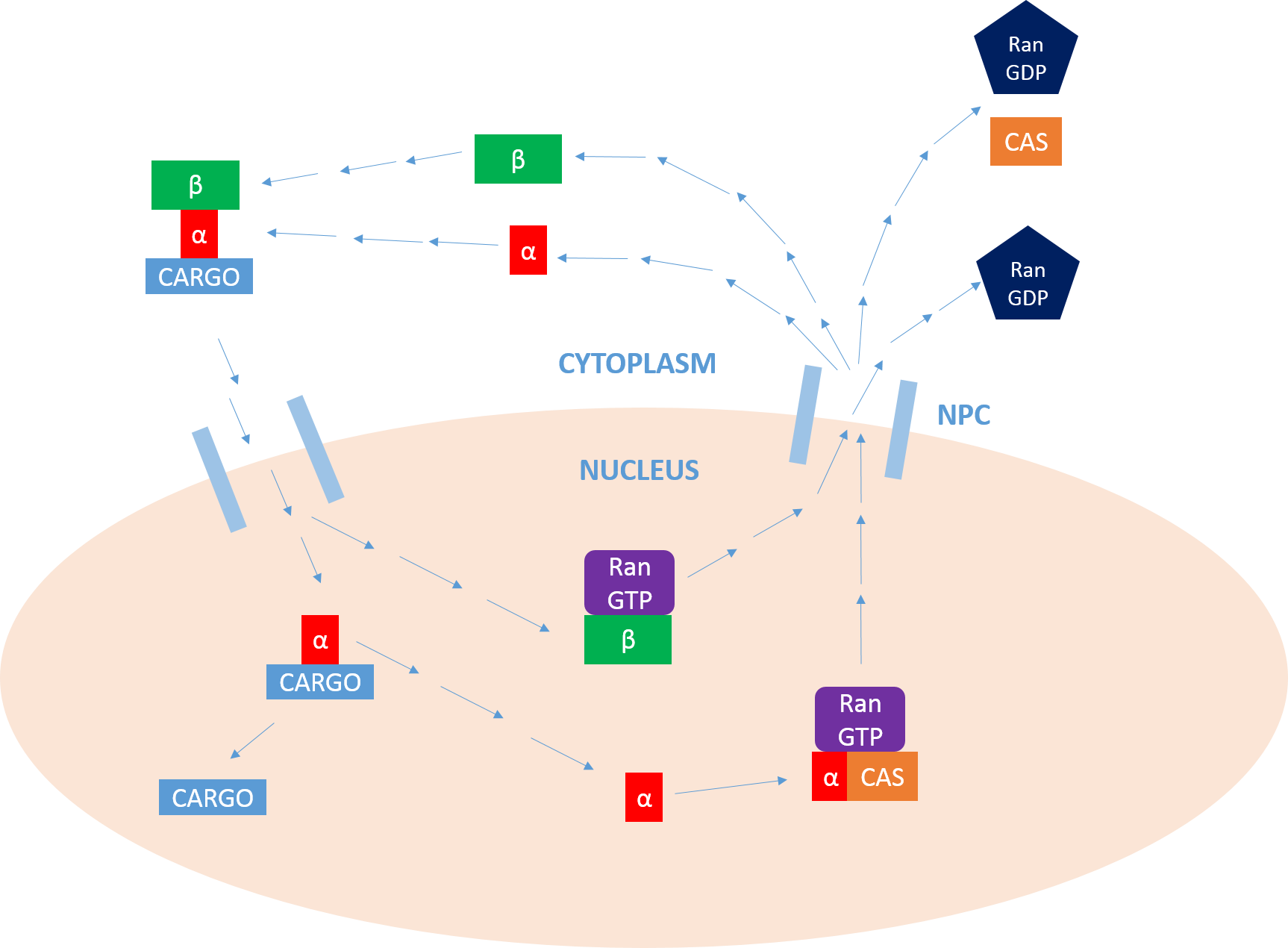
Overzicht van importcyclus. Het importine gaat in het cytoplasma een binding aan met een transportmolecuul (cargo) en diffundeert via het kernporiecomplex naar de celkern. De diffusiesnelheid hangt af van zowel de importineconcentratie als de bindingsaffiniteit. In de kern gaat het complex een interactie aan met Ran-GTP. Het transportmolecuul dissocieert van het complex. Importine-β en importine-α worden door Ran terugvervoerd voor hergebruik.

## Typen te importeren eiwitten
Veel verschillende eiwitten kunnen door importine in de celkern geïmporteerd worden. Vaak vereisen verschillende eiwitten verschillende combinaties van α en β. Hieronder staan enkele voorbeelden.
| Te importeren eiwit | Importreceptor                              |
| ------------------- | ------------------------------------------- |
| SV40                | Importine-β en importine-α                  |
| Nucleoplasmine      | Importine-β en importine-α                  |
| STAT1               | Importine-β en NPI-1 (type van importine-α) |
| TFIIA               | Importine-α niet vereist                    |
| U1A                 | Importine-α niet vereist                    |